# EAccelerator
eAccelerator ist eine freie Software zum Einsatz auf Webservern, die als Beschleuniger, Optimierer und Cache für PHP-Seiten dient. Es ist eine Abspaltung von TurckMMCache, der ursprünglich von Dmitry Stogov entwickelt wurde.

## Funktion
Die Beschleunigung des PHP-Codes wird erreicht, indem der PHP-Code im interpretierten Zustand gespeichert wird und somit das wiederholte Interpretieren des PHP-Codes bei jedem Aufruf fast vollständig entfällt. Hierzu speichert eAccelerator den interpretierten PHP-Code im Shared Memory und führt bei einem erneuten Aufruf direkt den interpretierten PHP-Code aus dem Hauptspeicher aus. Zusätzlich werden Optimierungen zur Laufzeit vorgenommen, um die Ausführung des PHP-Codes zu beschleunigen.
Im Mittel reduziert der Einsatz von eAccelerator die Serverlast deutlich und erhöht die Geschwindigkeit bei der Ausführung des PHP-Codes um das ein- bis zehnfache.

## Kompatibilität
eAccelerator wurde erfolgreich getestet mit PHP 4.x und PHP 5.0.x; die Unterstützung für PHP 5.1 und 5.2 wurde in die Version 0.9.5.1 vollständig integriert, welche somit nicht mehr mit PHP 4.x unter Windows zusammenarbeitet. Ab Version 0.9.6 wird auch PHP 5.3 unterstützt. Folgende Plattformen und Webserver funktionieren mit eAccelerator: GNU/Linux, FreeBSD, macOS, Solaris und Windows mit dem Apache HTTP Server 1.3, 2.0 und 2.2, lighttpd (über FastCGI) und IIS. Eine Einbindung über CGI wird weder unterstützt noch ist dies von den Entwicklern geplant; eine FastCGI-Unterstützung ist jedoch vorhanden.
Seit Januar 2010 hat es keine aktuelle Version von eAccelerator mehr gegeben. Die letzte unterstützte PHP-Version war 5.3, die bereits 2014 eingestellt wurde.

## Ähnliche Systeme
- PHP-Beschleuniger
- Alternative PHP Cache
- XCache